# Ben Folds Five (musikalbum)
Ben Folds Five är den amerikanska pianorockgruppen Ben Folds Fives debutalbum, släppt den 25 juli 1995.
Albumet är ett annorlunda rockalbum, inte minst eftersom piano är det tongivande instrumentet i stället för gitarr. Det släpptes på ett litet skivbolag, men fick genomgående goda recensioner i musikpressen.
Albumet gick bara in på försäljningstopplistorna i Australien och Japan, men de större skivbolagen blev ändå intresserade av gruppen och inför nästa album skrevs kontrakt med ett av Sonys skivbolag.

## Låtlista
Alla låtar är skrivna och komponerade av Ben Folds förutom där annat anmärkts. 
| Nr           | Titel                    | Kompositör               | Längd |
| ------------ | ------------------------ | ------------------------ | ----- |
| 1.           | Jackson Cannery          |                          | 3:23  |
| 2.           | Philosophy               |                          | 4:36  |
| 3.           | Julianne                 |                          | 2:30  |
| 4.           | Where's Summer B.?       | Ben Folds, Darren Jessee | 4:07  |
| 5.           | Alice Childress          | Ben Folds, Anna Goodman  | 4:34  |
| 6.           | Underground              |                          | 4:11  |
| 7.           | Sports & Wine            |                          | 2:58  |
| 8.           | Uncle Walter             |                          | 3:51  |
| 9.           | Best Imitation of Myself |                          | 2:38  |
| 10.          | Video                    |                          | 4:07  |
| 11.          | The Last Polka           | Ben Folds, Anna Goodman  | 4:34  |
| 12.          | Boxing                   |                          | 4:45  |
| Total längd: | Total längd:             | Total längd:             | 46:14 |

| 13.          | Tom & Mary (Live at Ziggy's, Winston-Salem, NC 8/12/95) |              | 3:06  |
| Total längd: | Total längd:                                            | Total längd: | 49:20 |

## Medverkande

### Ben Folds Five
- Ben Folds – Piano, sång
- Robert Sledge – Elbas, bakgrundssång
- Darren Jessee – Trummor, bakgrundssång

### Övriga[2]
- Ted Ehrhard – Fiol, altfiol
- Chris Eubank – Cello

## Listplaceringar
- Australien – 37[3]
- Japan – 72[4]